# 桑名市の地名
桑名市の地名（くわなしのちめい）では、三重県桑名市に現存あるいはかつて存在した町名・大字の一覧および変遷について記述する。
括弧内は、数字は発足年・廃止年、地名は「大字」の項のみ旧自治体名、それ以外は旧町・大字名である。

## 市制施行時
1937年（昭和12年）4月1日、桑名郡桑名町が市制施行して桑名市が発足。市制施行時の町名・大字は以下の通りである。
- 相生町
- 油町
- 伊賀町
- 一色町
- 入江町（1966年廃止）
- 内堀
- 江戸町
- 鍛冶町
- 片町
- 萱町
- 川口町
- 北魚町
- 京町
- 小網町（1952年廃止）
- 紺屋町
- 三之丸
- 清水町
- 職人町
- 新地
- 新町
- 新屋敷
- 住吉町
- 船場町
- 外堀
- 太一丸
- 田町
- 堤原
- 伝馬町
- 殿町
- 鍋屋町（1966年廃止）
- 八幡町
- 福江町
- 舟町（1952年廃止）
- 風呂町
- 宝殿町
- 本町
- 三崎通
- 南魚町
- 宮通
- 宮町
- 元赤須賀
- 矢田磧
- 矢田町（1966年廃止）
- 柳原
- 吉之丸
- 葭町（1966年廃止）
- 吉津屋町
- 今一色大北町（1948年今一色北町に編入され廃止）
- 今一色片町（1966年廃止）
- 今一色北町（1966年廃止）
- 今一色寺町（1966年廃止）
- 今一色中町（1966年廃止）
- 赤須賀（旧赤須賀村）
- 大福（旧益生村）
- 江場（旧益生村）
- 本願寺（旧益生村）
- 矢田（旧益生村）
- 上野（旧益生村）
- 繁松新田（旧益生村）
- 桑名（旧西桑名町）
- 太夫（旧西桑名町）
- 西方（旧西桑名町）
- 東方（旧西桑名町）
- 尾野山（旧西桑名町）
- 北別所（旧西桑名町）
- 福島（旧西桑名町）
- 上之輪新田（旧西桑名町）
- 播磨（旧西桑名町）
- 東汰上（旧西桑名町）
- 西汰上（旧西桑名町）
- 蛎塚新田（旧西桑名町）

## 昭和の町村編入
1951年（昭和26年）桑名郡桑部村・在良村・員弁郡七和村、1955年（昭和30年）桑名郡深谷村・員弁郡久米村の一部、1956年（昭和31年）桑名郡城南村をそれぞれ編入した。
1951年編入
旧桑部村
- 桑部
- 能部
- 西金井
- 東金井

旧在良村
- 西別所
- 額田
- 蓮花寺
- 増田
- 稗田

旧七和村
- 芳ケ崎
- 森忠
- 星川
- 嘉例川
- 五反田
- 大仲新田

1955年編入
旧深谷村
- 上深谷部
- 下深谷部
- 今島

旧久米村（一部）
- 坂井
- 赤尾
- 友村
- 島田
- 志知

1956年編入
旧城南村
- 東野
- 小貝須
- 大貝須（編入時大貝須新田より改称）
- 福地（編入時福地新田より改称）
- 地蔵（1930年赤須賀新田より改称）
- 萱町（編入時萱町新田より改称）
- 福江（編入時福江新田より改称）
- 小泉（編入時小泉新田より改称）
- 和泉
- 安永
- 立田町（編入時福地新田の一部より成立）
- 大平町（編入時福地新田の一部より成立）
- 福岡町（編入時福地新田の一部より成立）

## 平成の大合併
2004年（平成16年）、桑名市と桑名郡多度町・長島町が合併し、改めて桑名市が成立した。
旧多度町
※町制時の大字に「多度町」を冠した。
- 多度町小山
- 多度町多度
- 多度町戸津
- 多度町肱江
- 多度町柚井
- 多度町猪飼（旧古浜村）
- 多度町北猪飼（旧古浜村）
- 多度町力尾（旧古浜村）
- 多度町御衣野（旧古浜村）
- 多度町古野（旧古美村）
- 多度町美鹿（旧古美村）
- 多度町香取（旧七取村）
- 多度町上之郷（旧七取村）
- 多度町福永（旧七取村）
- 多度町大鳥居（旧野代村）
- 多度町下野代（旧野代村）
- 多度町中須（旧野代村）
- 多度町南之郷（旧野代村）
- 多度町平古（1971年東平賀・西平賀・古敷・西平賀新田（旧七取村）を統合して成立）

旧長島町
※町制時の大字に「長島町」を冠した。
- 長島町大島
- 長島町押付
- 長島町北殿名
- 長島町源部外面
- 長島町高座
- 長島町小島
- 長島町駒江
- 長島町出口
- 長島町十日外面
- 長島町殿名
- 長島町中川
- 長島町長島萱町
- 長島町長島下町
- 長島町長島中町
- 長島町西外面
- 長島町東殿名
- 長島町平方
- 長島町又木
- 長島町松ケ島
- 長島町間々
- 長島町上坂手（旧楠村）
- 長島町下坂手（旧楠村）
- 長島町新所（旧楠村）
- 長島町杉江（旧楠村）
- 長島町千倉（旧楠村）
- 長島町西川（旧楠村）
- 長島町松之木（旧楠村）
- 長島町赤地（旧伊曽島村）
- 長島町鎌ケ地（旧伊曽島村）
- 長島町白鶏（旧伊曽島村）
- 長島町福豊（旧伊曽島村）
- 長島町福吉（旧伊曽島村、1975年都羅を合併）
- 長島町松蔭（旧伊曽島村）
- 長島町横満蔵（旧伊曽島村）
- 長島町葭ケ須（旧伊曽島村）
- 長島町大倉（1968年殿名・小島の各一部より成立）
- 長島町浦安（1979年松蔭の一部より成立）
- 長島町老松（1996年埋立地（木曽岬干拓地）より成立）

## 市制施行後の町名設置
市制施行後に新たに設置された町名・大字は以下の通りである。
- 筑紫（1951年員弁郡神田村（現：東員町）筑紫の一部より編入）
- 春日町（1952年、舟町・小網町）
- 霞町1～2丁目（1961年、西方・上野）
- 立花町1～2丁目（1961年、西方・上野）
- 神楽町1～2丁目（1961年、西方）
- 桜通（1961年、西方・東方）
- 青葉町1～2丁目（1961年、西方）
- 汐見町1～2丁目（1961年、西方）
- 梅園通（1961年、西方・東方）
- 松並町1～2丁目（1961年、西方・東方）
- 北鍋屋町（1966年、鍋屋町）
- 西鍋屋町（1966年、鍋屋町）
- 東鍋屋町（1966年、鍋屋町）
- 京橋町（1966年、桑名）
- 末広町（1966年、桑名）
- 有楽町（1966年、桑名）
- 三栄町（1966年、桑名）
- 常盤町（1966年、桑名）
- 大央町（1966年、桑名）
- 寿町1～3丁目（1966年、桑名）
- 掛樋（1966年、桑名・江場）
- 駅元町（1966年、桑名）
- 参宮通（1966年、桑名）
- 蓮見町（1966年、桑名）
- 中央町1～5丁目（1966年、桑名・本願寺）
- 新築町（1966年、桑名）
- 八間通（1966年、桑名）
- 千代田町（1966年、矢田）
- 相川町（1966年、矢田・江場）
- 三ツ矢橋（1966年、矢田・江場・本願寺）
- 益生町（1966年、矢田・本願寺・江場）
- 馬道1丁目（1966年、矢田）
- 新矢田1～2丁目（1966年、矢田）
- 明正町（1966年、矢田）
- 東矢田町（1966年、矢田町）
- 西矢田町（1966年、矢田町）
- 入江葭町（1966年、入江町・葭町）
- 今片町（1966年、今一色片町）
- 今北町（1966年、今一色北町）
- 今中町（1966年、今一色中町）
- 北寺町（1966年、今一色寺町）
- 南寺町（1966年、今一色寺町）
- 桑栄町（1971年、桑名）
- 中山町（1971年、星川・森忠）
- 北川原台（1977年、下深谷部）
- 枇杷島台（1977年、下深谷部）
- 川崎町（1977年、下深谷部）
- 大山田1～8丁目（1980年、播磨・蓮花寺・額田・西汰上・西方・五反田・嘉例川・星川）
- 野田1～6丁目（1980年、嘉例川・星川・森忠・五反田）
- 松ノ木1～6丁目（1980年、増田）
- 筒尾1～9丁目（1980年、西方・播磨・蓮花寺）
- 里町（1981年、星川）
- 巌新田
- 赤尾台1～9丁目
- 清竹の丘
- さくらの丘
- 城山台（桑部）
- 新倉持（西別所）
- 新西方1～8丁目（西方・西別所・蓮花寺）
- 西正和台1～5丁目
- 東正和台1～7丁目
- 東太一丸
- 陽だまりの丘1～8丁目
- 福島新町
- 藤が丘1～9丁目
- 星見ケ丘1～9丁目
- 多度町小山台1～2丁目（2023年、多度町小山・多度町多度[2]）